# یواس‌آرسی ایگل
یواس‌آرسی ایگل (به انگلیسی: USRC Eagle) یک کشتی بود که طول آن 55 ft 10 in بود. این کشتی در سال ۱۷۹۳ ساخته شد.